# 윤급
윤급(尹汲, 1697년 음력 2월 30일 ~ 1770년 음력 5월 19일)은 조선의 문신이다. 본관은 해평(海平). 자(字)는 경유(景孺), 호는 근암(近庵)이다.
윤두수의 장남 윤방의 4대손이다. 김창협, 이재, 박필주의 문인이다. 1725년(영조 1) 문과에 급제하여 지평, 수찬, 교리 등을 지내고 이후 이조좌랑, 집의, 부응교를 역임하였다. 1737년 문과중시에 다시 등제한 후 이조참의를 거쳐 1744년에는 탕평책(蕩平策)에 반대하다 일신현감으로 좌천되었다. 1746년 도승지로 재직 중 동지 겸 사은부사(冬至兼謝恩副使)로 청나라에 다녀왔다. 이후 승지, 대사간, 호조참판, 이조참판, 부제학 등을 거쳐 대사헌, 한성부 판윤, 형조판서, 평안도관찰사, 판의금부사를 역임하면서 계속하여 영조의 탕평책을 반대하여 누차 파직과 좌천을 겪었다. 그러나 재기용되어 다시 이조판서, 판의금부사, 한성부 판윤, 좌참찬 등을 지내고 기로소(耆老所)에 들어갔다. 시호는 문정(文貞)이다.
당색은 노론으로, 김상로, 홍계희, 김귀주, 홍인한 등과 함께 사도세자를 공격하였다. 영조의 탕평책을 소신도 색채도 없는 인사라며 적극 반대하였으며, 여러 번 탕평책을 반대하다 탄핵, 파직 또는 좌천을 반복하였으나 시문과 서체에 능하고 고전에 밝아 영조의 총애를 받고 계속 재기용되었다. 글씨를 잘 써서 ‘윤상서체’라 불리었으며, 당시의 비문에 그의 글씨가 많았다. 고종 때 불천위에 지정되었다. 저서로는 《근암집》등이 있다.

## 생애

### 출생과 가계
윤급은 1697년 음력 2월 30일 황해도관찰사 윤세수(尹世綏)와 이하(李夏)의 딸 전주이씨의 셋째 아들로 태어났다. 형제 정승인 의정부영의정 해평부원군 윤두수(尹斗壽), 보국숭록대부 해원부원군 윤근수(尹根壽) 형제의 후손으로, 윤두수의 넷째 아들 윤휘의 4대손이다. 그의 가계는 윤근수, 윤두수 형제가 집안을 일으킨 뒤 5대조 윤두수, 종5대조 윤근수, 종고조부 윤방이 모두 공신으로 부원군의 봉작을 받았다. 고조부 윤휘는 한성부 판윤, 형조판서, 공조판서를 지내고 기로소(耆老所)에 들어갔으며 사후 증 의정부영의정에 추증되었다.
증조부 윤면지(尹勉之)는 첨정을 지내고 의정부좌찬성에 추증되었으며, 할아버자 윤계는 호조판서를 지내고 기로소에 들어갔으며 사후 증 의정부영의정을 추증받았다. 아버지는 윤세수는 만학도로 41세에 진사시에 합격하고 47세인 1705년에 문과에 급제해 사간원사간과 황해도관찰사 등을 지냈다. 그의 집안은 서인으로 후에 서인이 노론과 소론으로 갈라지자, 그의 친족들도 노론과 소론으로 각각 갈라졌다. 그의 집안은 할아버지 윤계 때 노론을 선택하였다.
윤급은 어려서 김창협(金昌協)의 문하에서 수학하다가 뒤에 농암 이재(李縡)의 문하에서도 수학했고, 여호 박필주(朴弼周)의 문하에서도 수학하였다. 1725년(영조 1) 진사시에 합격하고 성균관에서 수학했으며 과제로 지은 글이 우수하여 바로 그 해의 정시문과에 응시할 자격이 주어졌다.

### 관료 생활

#### 과거 급제와 관료 생활 초반
1725년(영조 1) 정시문과에 을과로 급제하였는데, 이때 시권(試券, 답안지)을 봉해서 제출할 때 실수로 나이와 본관을 쓰지 않고 제출하여, 격식에 위배된다는 이유로 탈락하게 되었으나, 그의 글재주를 아깝게 여긴 사간원헌납 채응복(蔡膺福) 등 시험관들의 구제 상소로 구제되었다. 이때 교리(校理) 이병태(李秉泰)와 수찬(修撰) 권적(權) 등이 복과(復科)를 정지하고 과시(科試)를 엄격히 할 것을 청하였으나 왕이 들어주지 않아 구제받을 수 있었다.
의정부사인(舍人), 검상(檢詳)을 지내고, 여러 벼슬을 거친 뒤 시강원설서로 효장세자의 사부가 되어 세자를 보도하였다. 그러나 불행히도 효장세자는 일찍 요절하고 만다. 그뒤 사헌부지평, 수찬, 교리 등을 지냈다. 1734년 이조좌랑으로 있을 때 소론 이조판서 송인명(宋寅明)의 전주권(銓注權, 인사행정)을독점하여 불법을 자행한다고 비난하다가 붕당이 다르다는 이유로 비난했다며 영조가 오히려 그를 파직되었다.
1736년 사간원사간으로 다시 기용되었고, 이듬해 의정부사인(舍人)이 되었다가 그해의 문과중시에 을과로 급제하여 당상관으로 승진, 우부승지, 사간원사간, 대사간 등을 역임했다.

#### 탕평책 반대 운동
1741년 성균관대사성으로 유생의 기강쇄신에 힘썼다. 대사성이 되자 그는 유생들의 기강쇄신과 성균관의 규율을 잡고, 학풍의 진작에 노력하였으나, 영조의 서원 철폐령에 반발, 유생들이 사원(祠院) 훼철에 반대하여 연좌농성을 벌여 책임을 지고 사퇴했다. 이어 영조는 그를 이조참의로 체직시켰다. 1744년에는 탕평책(蕩平策)을 소신도 없고, 선명성도 부족한 인사라며 직설적으로 반대하다가 영조의 진노를 사서 오히려 인사행정의 잘못을 지적받고 일신현감(一新縣監)으로 좌천되었다.
1746년 홍문관부제학(弘文館副提學)이 되고, 그해 소론 재상들을 탄핵하였다. 그해 최석항(崔錫恒)이 죽자 사간원 사간(司諫院司諫) 유언술(兪彦述), 사헌부 지평 민백상(閔百祥), 홍문관 수찬 황경원(黃景源), 사간원 정언 안윤행(安允行) 등과 함께 최석항과 조태구(趙泰耉)가 무옥(신임환국)을 사주했다며 탄핵하여 관직을 추탈시켰다.
그해 도승지로 다시 기용된 뒤, 의금부동지사, 한성부 좌윤을 역임하고, 그해 말 청나라에 동지 겸 사은사(冬至兼謝恩使)가 파견될 때 동지 겸 사은부사로 연경에 다녀왔고, 1747년 귀국한 이후 호조참판, 부제학, 형조판서, 예조판서, 대사헌 등을 역임했다.
1749년 이조판서인 소론 정우량(鄭羽良)이 같은 당(黨) 사람인 소론 이창수(李昌壽)를 이조참의로 삼으려는 것을 반대하다 홍원현감으로 좌천되었다. 이듬해 다시 강등되어 부제학으로 기용된 뒤, 다시 예문관제학 제학으로 복직되고 형조판서, 개성유수, 예조판서를 역임하고 사헌부대사헌이 되었다. 다시 대사헌이 되었으나 이때 문무식년회시(文武式年會試)에서 왕의 소패(召牌)를 어겨 도배(徒配)되었으나 곧 풀려났다.

### 은퇴와 최후
1762년 판의금부사로 승진, 1763년 참찬을 거쳐 이조판서가 되었으나, 당시 의정부영의정 신만(申晩)의 아들 신광집(申光輯)의 첫 관직을 임명하는 문제로 왕의 노여움을 사서 파직되었으나 곧 다시 복관되어 의정부우참찬이 되었다. 그는 영조의 탕평책을 여러 번 반대하다 파직 또는 좌천되었으나 시문과 서체에 능하고 고전에 밝아 영조의 총애를 받고 계속 재기용되어 이후에도 이조판서, 판의금부사로 기용되었다. 한편 김상로, 홍계희, 김귀주, 홍인한 등과 함께 사도세자를 공격하는데 가담하였으며 한성부 판윤, 의정부좌참찬 등을 지냈다. 이후 다시 예조판서, 형조판서를 거쳐 의정부좌참찬에 이르러 궤장을 하사받고 기로소(耆老所)에 들어갔다.
그는 관료생활 와중에도 서실을 열고 후학을 가르쳤는데, 형 윤섭(尹涉)의 손자로 종손이자 후일 정조의 소론 재상인 윤시동은 그의 문인의 한 사람이었다. 그는 당색으로는 노론이었지만, 문인이자 종손자인 윤시동은 소론이었다.
글씨에 뛰어나 그만의 독특한 글씨체를 이루었다. 저서로는 문집 〈근암집 近庵集〉, 조정 출사 시의 활동을 기록한 〈근암입조시말록 近庵立朝始末錄〉, 편지·서간 모음집인 〈근암묵적 近菴墨蹟〉, 청나라 사신으로 다녀올 때의 견문 일기인 〈근암연행일기〉 등이, 글씨로는 종음군식표(종蔭軍湜表), 이도양표(李度陽表), 1744년(영조 20) 쓴 속오례의 서문 등이 있다. 1770년 5월 19일에 병으로 죽었다.

### 사후
그가 죽자 아들 윤득의(尹得毅)는 장단부 부청 건너편, 장단향교 맞은편 자리가 명당자리로 알려지면서 그를 매장했다가 물의를 빚었다. 정승 송인명(宋寅明)은 일찍 죽은 자부(子婦)를 그 곳에 장사했다가 장단부의 선비들은 한때 임금이 행차한 행궁이 있던 터이므로 입장(入葬)할 수 없다는 뜻을 들어 상소를 하자, 송인명은 즉시 며느리의 시신을 다른 곳으로 이장하였다. 그뒤 윤득의는 장단의 유지들을 뇌물로 매수하고 향교 맞은편 자리에 윤급의 시신을 안장했다가 정조 즉위 후, 대간과 사헌부의 탄핵을 받고 묘지는 이장되고 윤득의는 방축(放逐)당하였다.
1776년(정조 즉위년) 정조 즉위 후 사도세자의 죽음에 관계되었다는 이유로 관작이 추탈되었다가 1801년(순조 1년) 복관되었다. 1805년(순조 5년) 문정(文貞)의 시호가 내려졌다. 절개를 지키는 성품이라 하여 특별히 시호는 문정(文貞)이라 정해졌다.
| “ | 고(故) 판서(判書) 문정공(文貞公) 윤급(尹汲)은 영조(英朝) 임금의 훌륭한 시대에 큰 절개와 높은 지조를 가지니 선비들이 마치 주춧돌이나 높은 산악처럼 의지했습니다. 정미년 이후 충신과 역적이 뒤섞이고 어진 이와 간사한 자가 함께 등용되는 것을 한 몸으로 바로잡자고 하다가 자신이 여러 번 위험을 겪었습니다. 의리를 부지하고 역적을 쳐서 복수한 대의는 백대에 걸쳐 영원히 덕을 보게 되었는데 듣자니 그의 사당에 제사를 지낼 기간이 다 끝나간다고 합니다. 충신을 표창하는 은전으로 보아 응당 부조(不祧)의 은전을 베풀어야 합니다. ...(이하 중략)... | ” |
|   | — 심순택의 상소문, 조선왕조실록 고종실록 고종 24년 5월 3일자 |   |

1887년(고종 24년) 5월 3일 영의정(領議政) 심순택(沈舜澤)의 상소로, 고종의 특명으로 부조지전(不祧之典)을 하사받고 불천지위가 되었다.

## 저작

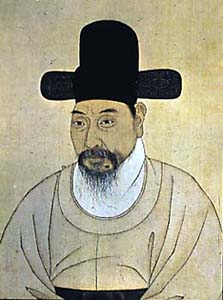
윤급 초상 (1750년경 작)

### 저서
- 〈근암집 近庵集〉
- 〈근암입조시말록 近庵立朝始末錄〉
- 〈근암연행일기〉
- 〈근암묵적 近菴墨蹟〉

### 글씨
- 종음군식표(종蔭軍湜表)
- 이도양표(李度陽表)
- 속오례의 서문 (1744년)

## 가계
- 고조부 : 윤휘(尹暉, 1571년 - 1644년)
  - 증조부 : 윤면지(尹勉之)
    - 조부 : 윤계(尹堦, 1622년 6월 27일 - 1689년 12월 20일)
    - 조모 : 풍산홍씨(豊山洪氏), 홍영(洪霙)의 딸
      - 이복 백부 : 윤세기(尹世紀, 1647년 - 1712년 10월 15일)
      - 이복 백모 : 나주 박씨(羅州朴氏, 1645년 - 1712년), 첨정(僉正) 박세교(朴世橋)의 딸 - 소생 없음
        - 사촌 형님 : 윤식(尹湜)

      - 이복 백모 : 이름 미상, 백부 윤세기의 첩
        - 서 사촌형제 : 윤탁(尹濁)
        - 서 사촌형수 : 박씨(朴氏, 박필하(朴弼夏)의 딸
          - 5촌 조카딸 : 해평윤씨
          - 5촌 조카 : 윤득경(尹得敬)
          - 5촌 조카 : 윤득??(尹得??)
          - 5촌 조카 : 윤득??(尹得??)

    - 조모 : 박씨(朴氏, 박휘길(朴暉吉)의 딸, 아버지 윤세수의 생모
    - 조모 : 한산이씨(韓山李氏)
      - 아버지 : 윤세수(尹世綏, 1658년 11월 21일 - 1714년 12월 26일)
      - 어머니 : 전주이씨(全州李氏, ? - ?)
        - 형님 : 윤식(尹湜, 통덕랑(通德郞) 역임), 이복 백부 윤세기의 양자로 출계
          - 조카 : 윤득경(尹得敬)
          - 조카 : 윤득민(尹得敏), 동생 윤섭의 양자로 출계
          - 조카 : 윤득서(尹得敍)

        - 형님 : 윤섭(尹涉, 행수원도호부사(行水原都護府使) 역임)
          - 조카 : 윤득민(尹得敏), 형 윤식의 아들을 양자로 입양
            - 종손 : 윤시동(尹蓍東, 1729년 - 1797년)

        - 형님 : 윤흡(尹潝)
        - 동생 : 윤업(尹澲)
        - 부인 : 우봉이씨(牛峰李氏)
          - 아들 : 윤득의(尹得毅)

      - 장인 : 이만견(李晩堅)

    - 외할아버지 : 이하(李夏)

  - 진외증조부 : 박휘길(朴暉吉)

## 평가
그는 자기 소신과 개성이 강하였고 원칙론자였다. 타협을 거부하고 강경하고 원칙론적인 언론으로 소론과 남인과 심하게 갈등하였으며, 탕평론을 노골적으로 계속 반대하여 영조의 미움을 받기도 했다. 과격한 언론으로 이를 부담스럽게 여긴 영조에 의해 자주 파직 혹은 좌천되었으나 사사로운 욕심이 없었고, 모두 의로운 주장이었기 때문에 영조는 그를 신뢰하였다. 글씨에 뛰어나 독특한 그의 서체를 이룩하였다.

## 기타
변상벽이 그린 그의 초상화 '윤급 초상'은 윤급의 노년 시절의 모습으로, 전신을 그린 초상화이다. 2006년 국립중앙박물관에 입수, 소장되고 있으며 그해에 보물 제1496호로 지정되었다. 일본 덴리 대학에도 일반 한지에 그린 그의 초상화가 있다. 일본 덴리 대학에 있는 그의 초상화는 그의 장년 시절의 초상화인데, 작자는 미상이다.

## 같이 보기
| - 사도세자 - 나경언 - 나경언 사건 - 나상언 - 홍계희 - 홍인한 - 홍봉한 - 김귀주 - 김한구 | - 노론 - 소론 - 탕평책 - 윤방 - 윤흔 - 윤득우 |